# 薩拉薩拉山 (阿普里馬克大區)
14°38′17″S 72°47′17″W / 14.63806°S 72.78806°W
薩拉薩拉山（Sara Sara），是秘魯的山峰，位於該國南部阿普里馬克大區，由安塔班巴省的安塔班巴區和胡安埃斯皮諾薩梅德拉諾區負責管轄，屬於萬索山脈的一部分，海拔高度5,195米。